# 꽃시계 (음반)
《꽃시계》(花時計 하나도케이[*])는 Flower의 2번째 정규 음반이다.

## 개요
전작 《Flower》로부터 약 1년 2개월 만의 앨범이다.

## 수록곡

### CD1
1. 花時計〜Party's on!! / 꽃시계~Party's on!!
작사: 오다케 마사토 / 작곡: Yoko Hiramatsu, Erik Lidbom / 편곡: Erik Lidbom for Hitfire Production
2. 秋風のアンサー（version 2015） / 가을 바람의 앤서 (version 2015)
작사: 오다케 마사토 / 작곡: 스즈키 마나카, Carlos K. / 편곡: Carlos K.
3. 青いトライアングル / 파란 트라이앵글
작사: 오다케 마사토 / 작곡: 오가타 마코토 / 편곡: MANABOON
4. さよなら、アリス / 안녕, 앨리스
작사: 오다케 마사토 / 작곡: Soullife / 편곡: 카와구치 다이스케
5. 熱帯魚の涙（version 2015） / 열대어의 눈물 (version 2015)
작사: 오다케 마사토 / 작곡: SKY BEATZ, FAST LANE / 편곡: SKY BEATZ
6. Dolphin Beach（version 2015）
작사: 오다케 마사토 / 작곡: SKY BEATZ, SHIKATA, CASPER, MAXX / 편곡: SKY BEATZ
7. Flower Garden（version 2015）
작사: 오다케 마사토 / 작곡: Caroline Gustavsson, DAICHI, Shunsuke Harada / 편곡: Shunsuke Harada
8. Dreamin' Together feat. Little Mix
작사: 마츠오 키요시 / 작곡: 마츠오 키요시, 와다 마사야 / 편곡: Pochi
9. あの日のさよなら / 그 날의 안녕
작사: Satomi / 작곡: DJ DECKSTREAM
10. Spring has come
작사: 오다케 마사토 / 작곡: Lazy-Q, SigN / 편곡: Soundbreakers
11. 七色キャンドル / 일곱 빛깔 캔들
작사: 오다케 마사토 / 작곡: TAKAROT, SHUHEI / 편곡: TAKAROT
12. 時間旅行 / 시간 여행
작사: 오다케 마사토 / 작곡: 카토 유카리 / 편곡: 나카노 유타
13. 白雪姫 〜orchestra mix〜（version 2015） / 백설 공주~orchestra mix~ (version 2015)
작사: 오다케 마사토 / 작곡: Hiroki Sagawa from Asiatic Orchestra(Vanir)

### CD2
Flower Clock -covers-
1. secret base〜君がくれたもの〜 / secret base~네가 준 것~
2. TOMORROW 〜しあわせの法則〜 / TOMORROW ~행복의 법칙
3. SWEET MEMORIES
4. 恋人がサンタクロース（version 2015） / 연인이 산타클로스 (version 2015)
5. 恋におちたら（version 2015） / 사랑에 빠지면 (version 2015)
6. Baby Don't Cry
7. let go again feat.VERBAL（m-flo）
8. 何度でも（version 2015） / 몇 번이라도

### Blu-ray/DVD
1. let go again feat.VERBAL（m-flo）
2. 熱帯魚の涙 / 열대어의 눈물
3. 秋風のアンサー / 가을 바람의 앤서
4. さよなら、アリス / 안녕, 앨리스
5. Dreamin' Together feat. Little Mix